# Home Alone (videojuego)
Home Alone es el título de varios videojuegos relacionados basados en la película del mismo nombre escrita por John Hughes. Se lanzaron versiones para Nintendo Entertainment System, Game Boy, Super Nintendo Entertainment System, Master System, Sega Genesis, Game Gear, Amiga y MS-DOS.

## Trama y jugabilidad
Hay varias versiones del juego y cada una presenta un estilo de juego diferente, pero todas comparten la misma trama y aproximadamente el mismo objetivo de la película: Kevin McCallister se queda solo en casa cuando su familia se va de vacaciones de Navidad a París. Debe evitar que Harry y Marv, los "Bandidos Mojados", roben su casa, utilizando diversos objetos domésticos como trampas y/o armas.

## Versiones

### Super NES
En la versión Super NES, el objetivo es evadir a los Wet Bandits mientras llevas todas las fortunas de McCallister desde la casa hasta la habitación segura en el sótano. Una vez que todos los artículos han sido enviados por el conducto al sótano, Kevin debe superar las ratas, los murciélagos, las arañas y los fantasmas que encuentra en el sótano, luego luchar contra un jefe para poder llegar a la habitación segura y encerrar todas las riquezas de su familia.

### Computadora personal
En el juego "Home Alone" para PC, al jugador se le da de 8:00 a 9:00 (aproximadamente cinco minutos de tiempo real) para colocar trampas con el fin de herir a los Wet Bandits una vez que lleguen. Después de este período no es posible volver a colocar trampas. Cada trampa sólo se puede activar una vez y todas infligen un único punto de daño.
Marv y Harry llegan por separado a las dos entradas de la casa. Si el jugador toca a cualquiera de los Bandidos, Kevin es atrapado y el juego termina inmediatamente en derrota. Herir a un bandido diez veces lo incapacitará permanentemente. El objetivo final es incapacitar a ambos ladrones.
El jugador puede activar sus propias trampas, lo que no produce efectos dañinos, pero la trampa desaparecerá instantáneamente. Si al jugador le quedan muy pocas trampas para herir lo suficiente a cada bandido, el juego continuará, pero la victoria será imposible. Después de un juego, el jugador puede ingresar sus nombres en una lista de puntuaciones más altas. La posición en la lista está determinada por si el juego fue una victoria o una derrota, por el tiempo necesario para derrotar a los Bandidos y por el daño total que infligió el jugador.

### NES
En la versión para NES, el jugador debe evitar ser atrapado por Harry y Marv durante 20 minutos. Durante este tiempo, Kevin puede colocar varias trampas usando elementos esparcidos por la casa, cada uno con una fuerza correspondiente diferente y permitiendo que la persona que las tropieza quede inconsciente por más tiempo. Kevin también puede esconderse detrás de ciertas partes de la casa, pero sólo durante dos turnos consecutivos; cualquier otro pase simultáneo resultará en el fin del juego. Algunas copias de la versión de NES tienen dos pantallas diferentes de "juego terminado"; uno tiene a Kevin McCallister interpretando su característico cara gritando con un globo de diálogo en su lado izquierdo que dice "¡Oh no!", el otro solo tiene una gran nube con "¡Oh no!" en medio de esto.

### Plataformas de Sega
Las versiones de Genesis y Game Gear presentan una trama ligeramente diferente. Si bien los juegos todavía giran en torno a la batalla de Kevin con los Wet Bandits, en cambio debe proteger varias casas en su vecindario mientras espera 20 minutos a que llegue la policía (40 en dificultades más altas). Durante el juego, los Wet Bandits conducen por el vecindario en su anodina camioneta hasta que deciden entrar en una de las casas. Kevin puede viajar en trineo (en vista de arriba hacia abajo) a las distintas casas y luchar contra los Bandidos mientras proceden a robar cualquier casa en la que se encuentren (en un formato de plataformas 2D/desplazamiento lateral). Cuando esto sucede, Kevin debe luchar contra ellos con diferentes armas y pistolas para llenar un medidor de dolor vacío; cuando lo haga, habrá salvado esa casa en particular y hará que los Bandidos se retiren. Durante este tiempo, sin embargo, se llenará otro medidor mientras los Bandidos proceden a robar la casa, y si Kevin no logra detenerlos (permitiendo así que se llene el medidor), la casa se "inundará" (Marv deja el agua en casas robadas funcionando como una tarjeta de visita) y no podrá volver a entrar a la casa. Si todas las casas acaban inundadas, se acaba el juego.
Kevin comienza con una simple pistola de aire comprimido, pero también puede encontrar diferentes elementos que puede combinar para crear varias armas improvisadas que tienen diferentes efectos dependiendo de la munición (pegamento, nieve, bombillas, ondas sonoras, carbones, etc.) y el tipo de arma. (rifle: vuela más lejos y más rápido; bazooka: vuela más lento y a una distancia más corta; lanzador: dispara el arma en un arco pequeño y corto; mortero: dispara el arma en un arco alto, pero corto). Cada arma tiene una específica cantidad de munición, pero recolectar otras municiones después de completar ciertas armas recargará el suministro de munición. El jugador puede desmontar cualquiera de las armas de Kevin (aparte de la pistola de aire comprimido) en sus componentes, para poder utilizar otros tipos de munición. Si Kevin entra a una casa antes que los Bandidos, puede colocar varias trampas por toda la casa (manteniendo el tema relacionado con la película del juego) para ayudar a aumentar el medidor de dolor y facilitar la protección de la casa.
Si alguno de los Bandidos termina capturando a Kevin, lo colgarán de una pared mientras continúan robando la casa, pero puede moverse inquieto y caerse de la pared para continuar defendiendo la casa. Cada casa también cuenta con una defensa única que puede funcionar tanto a favor como en contra de Kevin y los Wet Bandits mientras están dentro, como la tarántula de Buzz en la Mansión, un robot de seguridad en la Casa Ultra Moderna, un fantasma en la Casa Colonial, un gato en la Casa de Campo y suelos débiles y derrumbados en la Casa Vieja.
El juego tiene dos niveles de dificultad. En el nivel difícil, Kevin debe esperar 40 minutos hasta que llegue la policía y la camioneta de los bandidos irá más rápido de casa en casa, pero Kevin podrá crear armas más nuevas y poderosas para luchar contra ellos.

### Master System
En la versión de Master System, Kevin recorre 30 niveles en 6 tipos diferentes de casas (incluidos niveles de bonificación), evadiendo a Harry y Marv y recogiendo una serie de objetos de valor (anillos y vasijas) y guardándolos en una caja fuerte antes de que se acabe el tiempo. En cada casa también hay un perro o un gato. Los perros atacan a los bandidos y les hacen perder uno de los objetos de valor (cuando lo tienen) y también hacen que Kevin los pierda, si lo alcanzan, mientras que los gatos arrastran objetos del suelo al nivel inferior. Sin embargo, en los niveles de bonificación (uno de cada seis), los Wet Bandits y las mascotas están ausentes. Kevin también debe evitar que los bandidos se lleven objetos de valor, perdiendo así el juego. También tiene un arma de bombeo (como en la película) y puede conseguir munición para disparar a los enemigos, haciendo que dejen caer algo valioso (si lo tienen) y caigan al suelo durante unos segundos.

### Game Boy
La versión para Game Boy del juego, similar a las versiones de SNES y NES, requiere que el jugador evite la confrontación con los Wet Bandits. Al igual que en la versión de SNES, el jugador tiene que recoger varios artículos y luego tirarlos en un conducto de lavandería para depositarlos en una caja fuerte. A veces, el jugador puede recurrir al uso de los elementos que los bandidos planeaban robar contra ellos dejándolos caer sobre sus cabezas, así como instigar ciertas trampas como en la película (por ejemplo, dejar caer una lata de pintura sobre sus cabezas). Hay cuatro niveles en total, cada uno de los cuales tiene lugar en un área diferente de la casa y cada uno tiene un elemento diferente que el jugador debe recuperar. El primer nivel se refiere a artículos de joyería, oro y plata, el segundo nivel tiene juguetes, el tercer nivel tiene varios dispositivos electrónicos y el cuarto nivel tiene varias mascotas exóticas que son raras y costosas.
Después de recolectar la cantidad mínima de elementos y arrojarlos por el conducto, el jugador puede acceder al sótano, donde debe derrotar al jefe del nivel antes de que el jugador pueda acceder a la caja fuerte y encerrarlos. El jefe del primer nivel es una araña gigante. , el segundo nivel es una rata gigante, el tercer nivel es un fantasma gigante y el cuarto nivel es la batalla contra Marv y Harry (cuyas debilidades se presagian en sus primeras líneas: un disparo de BB en la cabeza y la pala de nieve del asesino de la pala siendo utilizados desde la ventana, respectivamente). Después de asegurar la cuarta caja fuerte, el jugador también tiene que eliminar la caldera (refiriéndose a un punto de la película donde Kevin tiene que vencer su miedo a la caldera del sótano). El juego también alude a que hay más miembros de Wet Bandits además de Marv y Harry.

## Lanzamiento
La versión de Bethesda Softworks del juego fue lanzada en 1991.
La versión de Sega fue un éxito según THQ.

### Recepción crítica
Amanda Dyson de Mega dijo que el juego era una licencia cinematográfica desperdiciada y era una "burla de juego grotescamente cara y patéticamente subdesarrollada". MegaTech dijo que el juego sólo "atraerá a los jugadores jóvenes". Electronic Gaming Monthly le dio a la versión de Game Boy críticas de promedio a bajas, criticando la jugabilidad como "lenta y tediosa", diciendo que el juego carecía de variedad y tenía gráficos sencillos.
Sega Master Force elogió la versión Master System por los gráficos como "nítidos y claros" y también elogió la pegadiza música del juego, aunque hubo críticas a los niveles del juego: "Durante los primeros niveles, la jugabilidad es terriblemente básica". Concluyeron: "Solo en casa es un carro bastante llamativo cuando lo dominas. No es un mal esfuerzo".